# The Cotton Club
The Cotton Club é um filme norte-americano de 1984, do gênero drama policial, dirigido por Francis Ford Coppola e estrelado por Richard Gere e Gregory Hines.